# SN 2021hpr
SN 2021hpr 是一個位於天龍座的Ia超新星，位於旋渦星系NGC 3147中，距地球約45Mpc。該超新星於2021年4月2日由業餘天文學家板垣公一報告。  該超新星的爆發源很可能為一個雙星系統中的其中一顆恆星，該系統中的兩顆恆星之間的距離約為15.84AU。

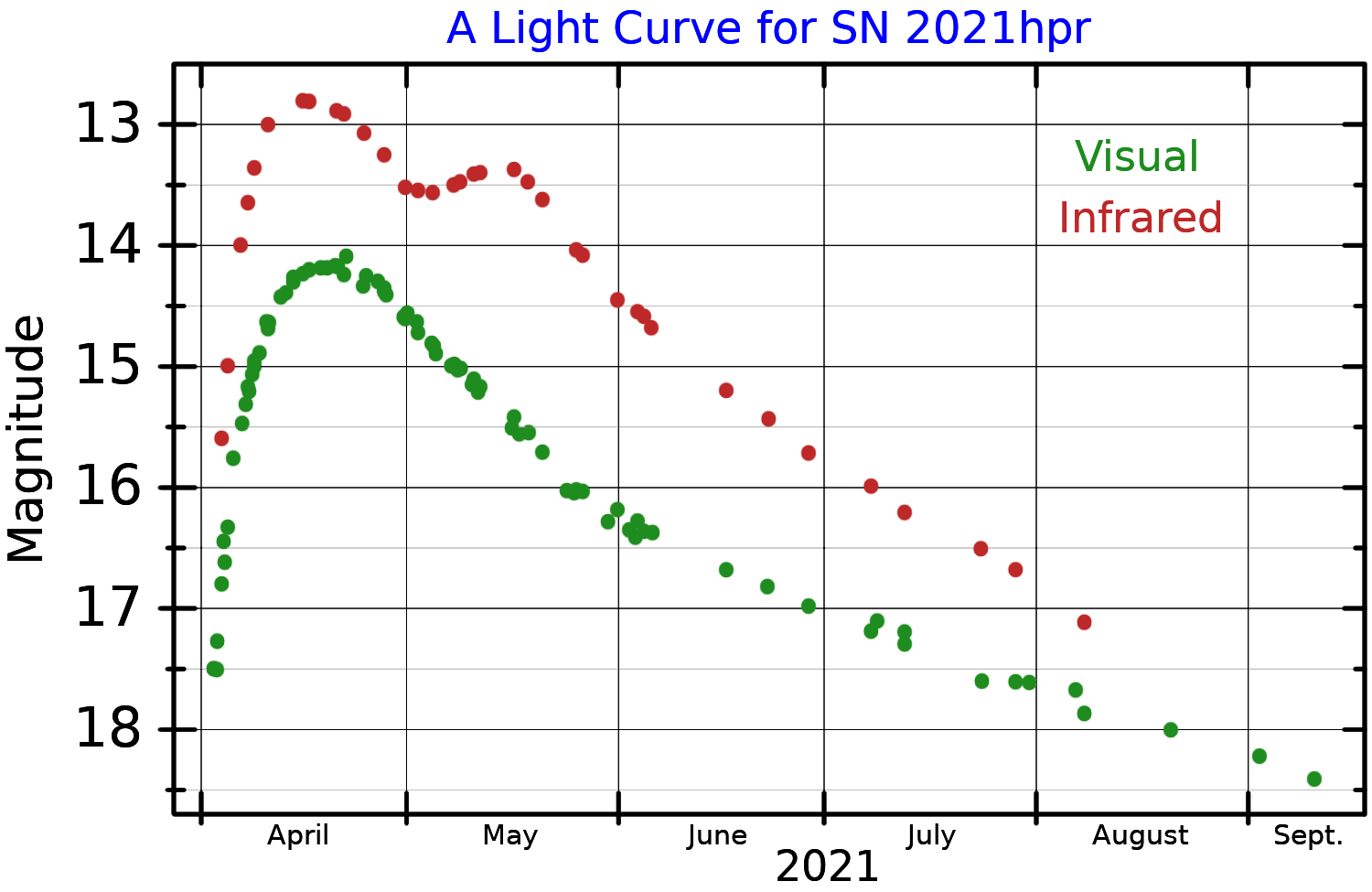
A SN2021hpr的光變曲線，顯示了該天體在可見光與近紅外光波段的亮度，改編自Barna et al. (2023)

該超新星產生的膨脹火球較為均勻，可能是由於超新星的噴出物與雙星系統中的另一顆恆星與富含金屬的星周塵產生相互作用而導致的。